# Megaselia labellata
Megaselia labellata är en tvåvingeart som beskrevs av Borgmeier 1962. Megaselia labellata ingår i släktet Megaselia och familjen puckelflugor. Inga underarter finns listade i Catalogue of Life.